# Łubów
Łubów (ukr. Лубнівка) – wieś na Ukrainie, w rejonie szeptyckim obwodu lwowskiego. Wieś liczy około 200 mieszkańców. 
Przez wieś przepływa Warężanka i Łubówka.

## Historia
Wedle Słownika Geograficznego Królestwa Polskiego (tom V) wieś leżała w powiecie sokalskim. Była to wieś przygraniczna położona blisko kongresówki. W 1880 roku było 474 mieszkańców we wsi oraz 130 na obszarze dworskim (około 130 rzymskich katolików, reszta grekokatolicy). We wsi była wówczas cerkiew, szkoła filialna, dwór, folwarki oraz młyn.
W II Rzeczypospolitej do 1934 samodzielna gmina jednostkowa. Następnie należała do zbiorowej wiejskiej gminy Waręż Miasto w powiecie sokalskim w woj. lwowskim. Po wojnie wieś weszła w skład powiatu hrubieszowskigo w woj. lubelskim. W 1951 roku wieś wraz z mniejszą częścią gminy Waręż (którą równocześnie przekształcono w gminę Hulcze) została przyłączona do Związku Radzieckiego w ramach umowy o zamianie granic z 1951 roku.
Do 2020 roku w rejonie sokalskim.

## Zabytki
We wsi znajduje się drewniana greckokatolicka cerkiew pw. Podwyższenia Krzyża Świętego z 1768 roku. Posiada ona jedną dużą kopułę na ośmiobocznym bębnie. Obok cerkwi dzwonnica z tego samego okresu co cerkiew.
W okresie sowieckim cerkiew zamknięta była do 1988 roku. Cerkiew należy do Kościoła katolickiego obrządku bizantyjsko-ukraińskiego.